# Jim Richards (football américain)
Pour les articles homonymes, voir Richards.
(en) Statistiques sur pro-football-reference
James Buis Richards Jr., né le 28 octobre 1946 à Charlotte et mort le 8 mars 2022, est un joueur américain de football américain.

## Biographie

### Enfance
Richards étudie à la Garinger High School de Charlotte avant d'intégrer l'institut polytechnique et université d'État de Virginie,.

### Carrière
Il joue pour l'équipe de football américain des Hokies de 1965 à 1967,. Richards fait partie de la défense de Virginia Tech réalisant de très bons résultats dans les années 60, devenant le deuxième joueur de l'histoire de l'université à bloquer un punt lors d'un bowl, lors du Liberty Bowl 1966.
Jim Richards est sélectionné au huitième tour de la draft 1968 de la NFL par les Jets de New York au 210e choix. Lors de son année de rookie, il est remplaçant au poste de cornerback et apparaît lors de douze rencontres dans une année marquée par la victoire des Jets au Super Bowl III. Pour sa deuxième année, il est titularisé à quelques reprises comme safety et réalise trois interceptions.
Après la saison 1969, Richards rejoint l'U.S. Army pour y servir pendant deux ans. Le 8 août 1972, il est résilié par les Jets.